# Sphiggurus spinosus
El puercoespín paraguayo enano o coendou (Sphiggurus spinosus) es una especie de roedor histricomorfo de la familia Erethizontidae.

## Distribución geográfica
Se encuentra en Argentina, Brasil, Paraguay y Uruguay.

## Características
El Coendú es un roedor con cola larga, gris y prensil, pelaje grisáceo amarillento, En las patas tiene uñas largas y Su cuerpo está cubierto por púas, que usa como defensa. Llega a medir 80 cm de largo y a pesar 2,5 kg. Este Vive en bosques, montes y selvas del MERCOSUR. En la reproducción, Tiene una sola cría por año tras una gestación de 200 días, que nace con poco pelo. Las púas de las crías son blandas.

## Historia natural
El Coendú es de hábitos solitarios, es más activo durante la noche, Pasa la mayor parte de su vida sobre los árboles. Alimentándose de corteza, flores, frutos, hojas, ramas y semillas.